# Mikrocidaris
Mikrocidaris is een geslacht van uitgestorven zee-egels uit de familie Triadocidaridae.

## Soorten
- † Mikrocidaris pentagona Münster, 1841